# 箱の中の女 処女いけにえ
『箱の中の女 処女いけにえ』（はこのなかのおんな しょじょいけにえ）は、1985年に製作された小沼勝監督の日本映画。英題は『A WOMAN IN THE BOX VIRGIN SACRIFICE』

## 概要
にっかつロマンポルノ後期の実録シリーズ、ロマンXシリーズ第一弾として公開された。1984年に全米を騒がせた女性監禁事件「コリーン・スターン誘拐事件」をモチーフに、舞台設定を日本に変えてシナリオが練られた。脚本担当のガイラは小水一男の別名義。また後年、助監督時代の中田秀夫がスタッフとして関わっていたことが明かされている。
猥雑さを出すため、フィルム撮影では小回りが利かないことを理由にオールビデオ撮りという撮影方法がとられている。R18+作品。

## あらすじ
新宿の雑踏に泊まるキャンピングカー。その中では夫婦がSEXに興じていた。ある日、彼らは雨宿りしている実千代を見つけ、彼女を性奴隷にすることを思いつく。車に載せる事に成功した2人は実千代を生臭い地下に監禁し手錠をかけ、頭だけ出た状態で箱をかぶせて陵辱の限りを尽くす。

## キャスト
由紀子　
演 - 蔡令子　
異常な夫婦の妻。
実千代
演 - 木築沙絵子
ショートカットの女性。夫妻に監禁されることとなる。　
刑事
演 - 草薙幸二郎
男　
演 - 田村寛

## スタッフ
- プロデューサー：半沢浩
- 企画：植木実
- 脚本：ガイラ
- 撮影：遠藤政史
- 照明：田島武志
- 録音：佐藤富士男
- 美術：川船夏夫
- 編集：奥原茂
- VE：遠藤進一
- 助監督：高根美博
- 音楽：木村孝
- 選曲：山田繁
- 音声：田村和生
- 効果：東洋音響
- 現像：東洋現像所
- 宣伝：東康彦
- 制作担当：江島進
- 監督：小沼勝
- 製作・配給・提供：にっかつ

## 関連作品
- 箱の中の女2（1988年、にっかつ）監督：小沼勝。続編。ストーリーのつながりはなくキャスティングは一新されている[5]。
- サディスティック＆マゾヒスティック（2000年、日活）監督：中田秀夫、本作を含む撮影裏話を交え、小沼勝を追ったドキュメンタリー映画[6]。